# Oskar Zaborsky von Wahlstätten
Oskar Georg Zaborsky rytíř von Wahlstätten (17. října 1859 Lvov – 1. června 1941 Praha) byl česko-rakouský šlechtic a rakousko-uherský státní úředník. Jako absolvent práv působil řadu let u českého místodržitelství, jako představený okresního hejtmanství strávil několik let ve Stříbře a Vrchlabí. Později byl odborovým přednostou na českém místodržitelství a získal titul dvorního rady. Po vzniku Československa byl penzionován (1919).

## Životopis
Byl synem c. k. vrchního štábního lékaře MUDr. Franze Zaborskyho (1810–1878) nobilitovaného v roce 1876 s šlechtickým titulem rytíř. Oskar vystudoval práva na Univerzitě Karlově a v roce 1881 vstoupil do státních služeb. Jako konceptní praktikant začínal u českého místodržitelství v Praze, v letech 1883–1885 působil u okresního hejtmanství v Děčíně, jako místodržitelský koncipista se poté vrátil do Prahy. S funkcí okresního komisaře (1888) působil mimo jiné u okresního hejtmanství na Smíchově a v letech 1894–1897 byl správcem okresního hejtmanství ve Stříbře. Od roku 1895 byl zároveň místodržitelským tajemníkem.
V letech 1898–1903 zastával funkci okresního hejtmana ve Vrchlabí,  poté se vrátil na české místodržitelství, kde postupně vedl několik odborů a v roce 1908 byl jmenován místodržitelským radou. V letech 1912–1917 byl na místodržitelství přednostou VI. odboru s kompetencí pro stavebnictví a dopravu. V roce 1917 získal titul dvorního rady. Po zániku Rakouska-Uherska byl v roce 1918 odeslán na dovolenou a v roce 1919 penzionován. Dožil v soukromí v Praze.
Z titulu svých úřadů u okresních hejtmanství a českého místodržitelství zastával řadu dalších funkcí, jako zeměpanský komisař zasedal ve správní radě Duchcovsko-podmokelské dráhy a Buštěhradské dráhy, uplatnil se také ve správě městské spořitelny ve Stříbře a Vrchlabí. V letech 1906–1912 zasedal ve správním výboru Dělnické úrazové pojišťovny pro Čechy, mimo jiné byl také členem cenzurní komise pro kontrolu dopisů a telegramů.
V roce 1893 se v Českých Budějovicích oženil s Margaretou Fleckovou von Falkhausen (1871–1912), dcerou c. k. polního zbrojmistra Hugo Flecka von Falkhausen (1833–1909). Margareta zemřela v roce 1912 ve věku 41 let a byla pochována na evangelickém hřbitově v Praze-Strašnicích. Z manželství se narodili čtyři potomci, z nichž Konstancie (1895–1896) a Franz (1901–902) zemřeli v dětském věku. Dcera Margarete byla manželkou inženýra Lea Kletetschky a syn Oskar (1898–1959) se prosadil jako malíř.